# Сицилийская вечерня
Сицилийская вечерня (итал. Vespri siciliani, сиц. Vespiri siciliani) — национально-освободительное восстание, поднятое сицилийцами 29 марта 1282 года против власти Анжуйской ветви дома Капетингов, завершившееся истреблением или изгнанием французов со всей территории острова Сицилия.

## Предыстория
После утраты потомками Фридриха II Гогенштауфена Сицилии и Неаполя на этих территориях в 1268 году утвердилась власть Карла Анжуйского, брата французского короля Людовика Святого. Тем не менее, бесчинства французов привели к тому, что уже в 1282 году против них вспыхнуло восстание, закончившееся ликвидацией власти Анжуйской династии на Сицилии. Непосредственным толчком к восстанию послужила раздача сицилийских земель вместе с крестьянами французским феодалам, бесчинства французов, перенос столицы Сицилийского королевства за пределы Сицилии из Палермо в Неаполь. Это вызвало недовольство не только простых граждан, но и местной феодальной знати. По преданию, сигналом к восстанию послужил колокольный звон к вечерне, что и дало название восстанию.

## Восстание
События «сицилийской вечерни» освещены в ряде средневековых источников, в первую очередь хрониках местных и иностранных авторов, а также немногочисленных архивных документах.
Согласно наиболее распространённой версии, восстание началось на Пасху 1282 года в результате случайного события. Когда сицилийцы праздновали Пасху, которая наступила 29 марта, на площади около Церкви Святого Духа появилась группа французов, пожелавших принять участие в празднике. Сицилийцы их встретили очень холодно, но французы все равно настойчиво пытались присоединиться к празднующей толпе. Французы вели себя нагло, считая себя господами положения. Среди французских чиновников был королевский сержант по имени Друэ, он выволок из толпы молодую замужнюю женщину и стал домогаться её. Этого ее муж никак не мог стерпеть, он выхватил нож и заколол наглеца. Французы ринулись было мстить за него и неожиданно для себя оказались окруженными толпой разъяренных сицилийцев, вооруженных кинжалами и мечами. После короткой схватки все находившиеся на площади французы были убиты. В этот момент зазвонили к вечерне колокола церкви Святого Духа и всех остальных церквей.
По словам же историка XV века Леонардо Бруни, все происходило несколько иначе. Жители Палермо устроили празднество за пределами города. Французская стража на воротах стала обыскивать их всех и под предлогом поисков оружия стала ощупывать груди женщин. Это привело к тому, что разгневанные сицилийцы атаковали французов камнями, а затем и оружием, и перебили их всех. Когда об этом стало известно, все города Сицилии восстали против французов. «Тогда, напившиеся досыта крови сицилийцев и вызвав на себя их яростный гнев, французы отдали не только неправедно нажитые богатства, но и свои жизни».
Однако существует и другая версия, гораздо более вероятная, согласно которой «сицилийская вечерня» не была стихийным взрывом народного гнева, а явилась результатом хорошо спланированного заговора сицилийской знати во главе с Джованни да Прочида. А само название «вечерня» свидетельствует, что нападение на французов состоялось во время ночного богослужения — по некоторым источникам, это произошло в церкви Палермского кладбища.
Многие версии сходятся в том, что с первыми звуками церковных колоколов глашатаи побежали по улицам Палермо, призывая всех горожан восстать против иностранных угнетателей. Улицы сразу же наполнились вооруженными мужчинами, выкрикивавшими «Смерть французам» на сицилийском диалекте и убивавшими всех французов, попадавшихся им на пути. Сицилийцы врывались на постоялые дворы, посещаемые французами, в жилища французов и беспощадно истребляли всех, не щадя никого - ни мужчин, ни женщин, ни детей. Даже сицилийские девушки, вышедшие замуж за французов, были убиты вместе со своими мужьями. По преданию, чтобы выявить французов, которые пытались скрыться под видом местного населения, повстанцы показывали всем нут и требовали сказать, что это такое. Так как сицилийское название нута «Сiciri» было труднопроизносимым для французов, то это слово послужило проверочным словом для их выявления по произношению. Любого, кто не прошел такую «лингвистическую» проверку, убивали на месте.
Мятежники врывались даже в неприкосновенные доминиканские и францисканские монастыри, выволакивали всех монахов и после стандартной «лингвистической» процедуры убивали всех обнаруженных иностранцев.
Единственным местом в Палермо, где повстанцам было оказано сколь-нибудь заметное сопротивление, оказался древний королевский дворец, где заперся французский юстициарий Жан де Сен-Реми. Но и он не был в состоянии сколь-нибудь долго защищать здание от нападения, поскольку в начале восстания большая часть его гарнизона находилась в отпуске в городе и была перебита на его улицах. Когда повстанцы ворвались в дворец, юстициарий в схватке с ними был ранен в лицо, но после ранения успел выпрыгнуть в окно и бежать через конюшню вместе с двумя слугами. Беглецы сумели найти лошадей и поскакали в замок Викари, расположенный на дороге, ведущей внутрь острова. К ним присоединились и другие французы, избежавшие резни.
Во вторник пришедшие из Палермо повстанцы осадили замок Викари, где укрылись юстициарий и его соратники. Так как гарнизон замка был слишком малочислен, чтобы оказывать длительное сопротивление повстанцам, юстициарий предложил сдаться с тем условием, что ему будет позволено отправиться к побережью и уплыть на корабле в Прованс. Однако во время переговоров кто-то из осаждающих пустил меткую стрелу и убил юстициария. Это послужило сигналом к атаке и началу резни, в ходе которой были убиты все французы, находившиеся в замке.
Повстанцы, полностью контролировавшие Палермо, сразу же разослали гонцов по всем городам и селам Сицилии с призывом немедленно нанести удар, прежде чем их угнетатели смогут ударить в ответ. Этот призыв нашел широчайший отклик и восстание распространилось на весь остров, везде сицилийцы преследовали и убивали французов.
В течение шести недель по всей Сицилии было убито около четырех тысяч французских мужчин и женщин. Французов спаслось немного, в основном это были те, кто бежал к морю и кому при этом посчастливилось попасть на находившиеся у берега или случайно проплывавшие мимо суда.
В истреблении французов не приняли участия только два сицилийских города. Живший в Калатафими вице-юстициарий западной Сицилии Гильом Порселе снискал уважение местных жителей благодаря своей доброжелательности и справедливости, поэтому он был пощажен. Он и его семья были с почестями и c охраной препровождены в Палермо, откуда им разрешили отплыть во Францию. Город Сперлинга, расположенный в центре острова, также не стал устраивать резню находившимся в нем французам, позволив им благополучно отступить в Мессину, где оставался сильный французский гарнизон.
После истребления и изгнания французов сицилийские повстанцы начали создавать руководство восстания. Представители всех районов города и цехов собрались вместе и провозгласили Палермо коммуной, избрав её главой рыцаря Руджеро Мастранджело. В качестве заместителей ему назначили Энрико Баверио, Николо д’Ортолева и Никколо д’Эбдемониа, а также пятерых советников. Флаги Карла Анжуйского были везде сброшены и заменены имперским орлом, которого Фридрих II сделал эмблемой Палермо. К Папе римскому были отправлены послы с письмом, в котором сицилийцы просили его взять новосозданную коммуну под свое покровительство.

## Последствия
Находившиеся на Сицилии французы были перебиты или бежали, власть перешла к повстанцам. Для подавления восстания на остров были направлены французские войска. Вместе с тем Карл I Анжуйский обещал сицилийцам реформы в управлении островом, однако эти уступки слишком запоздали и уже не встретили сколь-нибудь заметного отклика среди повстанцев. Началась война между сицилийскими повстанцами и французскими карателями. Вождем восстания и национально-освободительной войны сицилийцев стал Джованни да Прочида, понимавший, что сицилийцам одним не устоять против французских войск. По его настоянию собравшийся в Палермо сицилийский парламент в сентябре 1282 г. предложил корону арагонскому королю Педро III. Прибыв на остров в сентябре 1282, Педро III (в Сицилии его называли Пьетро I) освободил осажденную Карлом Анжуйским Мессину и овладел всем островом. 4 сентября 1282 года он короновался в Палермо как король Сицилии.
Сицилийцам также оказал значительную финансовую поддержку император Михаил VIII Палеолог, которому было чрезвычайно выгодно отвлечь Карла I Анжуйского от готовившегося им похода против Византии. Война с французами, происходившая по всей Южной Италии и на море, закончилась в 1302 году полным отпадением Сицилии, где укрепилась Арагонская династия. По Кальтабеллотскому договору из прежних огромных владений отца у Карла II осталась только континентальная часть Южной Италии, получившая название Неаполитанского королевства, Прованс, а также Дураццо.